# الدوري الآسيوي لكرة السلة للسيدات
الدوري الآسيوي لكرة السلة للسيدات (بالإنجليزية: Women's Basketball League Asia، ويُشار إليه اختصارًا بـ WBLA) هو الدوري الأعلى تصنيفًا في كرة السلة للأندية النسائية في آسيا.
تم إطلاق الدوري الآسيوي لكرة السلة للسيدات في عام 2024 كإحدى مبادرات فيبا آسيا الهادفة إلى النهوض بمستوى منافسات كرة السلة للأندية النسائية وتوسيع نطاقها في القارة الآسيوية. وقد حظيت هذه المبادرة بدعم كامل من الاتحاد الآسيوي لكرة السلة (فيبا آسيا)، حيث أُقِرَّ إطلاق الدوري رسميًا خلال الاجتماع الأول لمجلس إدارة الاتحاد للفترة 2023-2027، والذي استضافته مدينة دبي في الإمارات العربية المتحدة.
ضمت النسخة الافتتاحية من الدوري أربعة فرق بارزة من مختلف أنحاء آسيا. وتصدر قائمة الفرق المشاركة فريق سيتشوان يواندا مايل الصيني، والذي استضاف البطولة الافتتاحية، بالإضافة إلى كونه حامل لقب الدوري الصيني للسيدات مرتين متتاليتين. كما شارك في البطولة فريق فوجيتسو ريد ويف الياباني (بطل الدوري الياباني للسيدات)، وفريق كيه تي واي لايف تايجرز من تايبيه الصينية، وفريق سورابايا فيفر الإندونيسي.

## نظام البطولة
تتنافس الفرق الأربعة المشاركة وفق نظام الدوري من دور واحد، حيث يلعب كل فريق ضد الفرق الأخرى مرة واحدة. ويتوج الفريق الذي يحقق أفضل النتائج (أكبر عدد من الانتصارات) بلقب الدوري الآسيوي لكرة السلة للسيدات.

## سجل الأبطال
| # | العام | المستضيف | البطل                                            | الوصيف                              | المركز الثالث                | المركز الرابع              |
| - | ----- | -------- | ------------------------------------------------ | ----------------------------------- | ---------------------------- | -------------------------- |
| 1 | 2024  | تشنغدو   | نادي سيتشوان يواندا مايل لكرة السلة [الإنجليزية] | كيه تي واي لايف تايجرز [الإنجليزية] | فوجيتسو ريد ويف [الإنجليزية] | سورابايا فيفر [الإنجليزية] |
| 2 | 2025  |          |                                                  |                                     |                              |                            |
| 3 | 2026  |          |                                                  |                                     |                              |                            |
| 4 | 2027  |          |                                                  |                                     |                              |                            |

## الإحصائيات

### الألقاب حسب النادي
| الترتيب | النادي                                           | البطل | الوصيف |
| ------- | ------------------------------------------------ | ----- | ------ |
| 1       | نادي سيتشوان يواندا مايل لكرة السلة [الإنجليزية] | 1     | 0      |
| 2       | كيه تي واي لايف تايجرز [الإنجليزية]              | 0     | 1      |

### الميداليات حسب البلد
*   البلد المضيف (مضيف)
| المرتبة | فريق    | ذهبية | فضية | برونزية | المجموع |
| ------- | ------- | ----- | ---- | ------- | ------- |
| 1       | CHN     | 1     | 0    | 0       | 1       |
| 2       | TPE     | 0     | 1    | 0       | 1       |
| 3       | JPN     | 0     | 0    | 1       | 1       |
| المجموع | المجموع | 1     | 1    | 1       | 3       |

## وصلات خارجية
- باللغة الإنجليزية الموقع الرسمي